# Art mac Lugdach
Art mac Lugdach, le fils de Lugaid Lámderg, est, selon les légendes médiévales et la tradition pseudo historique irlandaise, un Ard ri Erenn.

## Règne
Art prend le pouvoir après avoir tué son prédécesseur, Conaing Bececlach, qui était également le meurtrier de son père. Il règne sept ans jusqu'à ce qu'il soit tué par Fíachu Tolgrach et son fils Dui Ladrach. Selon le Lebor Gabála Érenn, il a comme successeur son fils Ailill Finn; Keating mais les Annales des quatre maîtres  indiquent qu'il a comme successeur son meurtrier, Fíachu Tolgrach, qui est plus tard tué à son tour par Ailill Finn. Le Lebor Gabála synchronise son règne avec celui de Darius II en Perse (423-404 av. J.-C.). La chronologie de Geoffrey Keating Foras Feasa ar Éirinn date ce règne de 599-593 av. J.-C. , et les Annales des quatre maîtres de 812-806 av. J.-C. .

## Source
- (en) Cet article est partiellement ou en totalité issu de l’article de Wikipédia en anglais intitulé « Art mac Lugdach » (voir la liste des auteurs), édition du 9 avril 2012.